# 미우치비토
미우치비토(일본어: 御內人)는 일본 가마쿠라 시대에 막부의 싯켄 호조 씨의 가독인 도쿠소를 섬긴 무사, 피관(被官), 종자를 가리킨다.
'미우치비토'는 일본어로 미우치닌(みうちにん)이라고도 읽으며, 당대 사료에 등장하는 단어이다. 일본의 역사학자 사토 신이치는 학술 용어로서 도쿠소 피관(일본어: 得宗被官)이라고 명명하고 있다.
미우치비토 대부분은 가마쿠라 바쿠후 쇼군의 직속 가신인 고케닌의 신분을 가지고 있었다.

## 어원
일본사에서 '미우치'란, 원래 가정(家政) · 소령(所領) 등을 의미하는 용어였다. 종자를 가리켜 '미우치'라고 부르는 경우, 그 집안에서 대를 이어가면서 집안의 일을 맡아 보는, 후대의 후다이와 같은 지위의 종자를 가리키고 있었다. 따라서, 본래는 주인을 붙여서 '(누구누구의) 미우치'라고 표기하는 것이 옳다.
그러나 호조 집안의 소료인 도쿠소의 정치적 · 경제적 · 사회적 영향력이 두드러지게 되면서 그 결과 가마쿠라 후기에는 ‘미우치’라고 하면 ‘도쿠소의 미우치’로 이해되게 되었고, ‘미우치비토’도 ‘도쿠소의 종자’를 의미하는 것으로 의미가 축소되었다. 다만 아즈마카가미에서는 '미우치비토'라는 말이 사용되지 않고, 소료를 포함한 호조 집안의 인물을 섬기는 고케닌에 대해 '시코닌'(祗候人)이라는 말로 부르고 있다. 호조 집안이 아직 이즈의 소규모 호족이던 시절부터 호조 집안을 섬겨온 '누시타치'(主達)라 불리는 가신층이 존재하고 있었는데, 이들에 대해서는 '시코닌'이라는 표현이 쓰이지 않았다. '누시타치' 고케닌으로 지위가 승격되는 것은 3대 쇼군 사네토모에 의해 거절되었고, 이후로도 명확하게 확인된 예는 없다. 일본의 사학자 호소카와 시게오는 '미우치비토'라고 하는 표기는 '미우치시코닌'(御内祗候人)이라는 말이 줄어든 것이라고 보고 있다.
과거에는 도쿠소 종자와 그 밖의 호조 씨 종자를 구별하지 않고 '미우치비토'라 불렀고, 현재는 양자를 아울러서 '호조씨 히칸'이라고 하는 경우도 있다. 그러나 호조 씨 서가와 도쿠소 각각의 종자는 거의 일치하지 않고, 서가는 도쿠소와 달리 독자적으로 종자를 두고 있는 것이나, 호조 씨 서가 각각이 독립적인 채산제를 취하고 있는 것, 무엇보다 가마쿠라 당대 '미우치비토'라는 말은 도쿠소 종자에 한정되어 쓰였다는 점에서 '미우치비토'는 도쿠소의 종자에 대해서만 사용되어야 한다고 여겨지고 있다. 이 경우 예를 들어 니치렌의 유력한 단월(시주자)로 알려진 시조 긴고(四條金吾)는 호조 씨 서류인 나고시 미쓰토키(名越光時)의 집사였지만 미우치비토에는 포함되지 않는다.
일본 중세사학자 오쿠토미 다카유키(奥富敬之), 고미 후미히코, 가이즈 이치로는 미우치비토는 쇼군의 가신인 호조 씨의 가신, 이른바 배신(陪臣)이라고 하였다.  오쿠토미는 "일반 고케닌보다 한층 아래라는 것으로, 평소부터 경시되었다."라고 하였다. 다만 호소카와 시게오는 호조 집안 종자의 대부분은 고케닌이었다고 하였다. 사료상으로도 가마쿠라 전 시대를 통틀어 유력한 미우치비토는 고케닌 역을 계속 맡으면서 막부내의 의례인 오반(垸飯)이나 마토하지메(的始)에 참가하는 등 고케닌으로 취급되고 있다. 미우치비토 중에서도 난조, 나가사키(다이라 씨)에 대해서는 '누시타치' 신분에서 고케닌이 된 것이 아닐까라고 의심하는 견해가 많지만, 난조에 대해서는 초대 쇼군 요리토모 시대부터 고케닌이었음이 아즈마카가미에 의해 확인되고 있고, 나가사키 씨에 대해서도 그 활동 내용으로 보아 고케닌이었다고 보인다.

## 역사
최초로 호조 씨의 종자가 된 것을 확인할 수 있는 고케닌은 호조 요시토키의 측근이었던 가나쿠보 유키치카(金窪行親)와 안도 다다이에이다.
미우치비토의 직무는 호조 종가인 도쿠소의 가정을 취급하는 '도쿠소케 공문소'에서 행해졌다. 도쿠소의 집사를 세습하고 있던 다이라 씨(후에 나가사키 씨를 칭하게 된다)를 중심으로, 소유 영지 안도 · 소송대로 취급 · 재결 허락 등의 문서를 발급하고, 연공 관리, 불사(佛事)나 도쿠소 자녀의 교육 등 다방면에 걸친 직무를 실시하고 있었다. 또한 교토의 조정과의 협상을 하는 동사(東使)도 중요한 직무이다. 호조 일문이 슈고를 맡고 있던 나라에서는 이들이 슈고다이를 맡았다. 또한 다이라 씨는 막부에 있어서는 사무라이도코로쇼시를 맡아 사무라이도코로벳토인 싯켄의 보좌를 맡았다. 사무라이도코로는 조큐의 난 이후 바쿠후의 군사적 역할을 쥐고 있었고 제2차 몽고습래(고안의 역)에서는, 작전 지령이 싯켄 호조 도키무네의 이름으로 나와서, 도쿠소히칸인 미우치비토가 전장에 파견되어 고케닌이 주체가 된 군을 지휘하였다.
이 결과 도쿠소의 세력이 강화되었고, 그에 따라 미우치비토도 바쿠후 내에서 권세를 갖게 되었다. 때문에 쇼군의 종자인 고케닌은 미우치비토에 대비되어 '도자마'(外樣)라고 칭하게 된다. 유력한 미우치비토의 가계는 도세이 안도 씨(藤姓安東氏), 헤이세이 안도 씨(平姓安東氏), 스와 씨(諏訪氏), 나가사키 씨(長崎氏), 오토 씨(尾藤氏), 구도 씨(工藤氏)가 저명하다.
호조 사다토키의 대에 미우치비토의 필두 다이라노 요리쓰나는 미우치토닌(御内頭人) 또는 나이칸레이(內管領)로 불리게 되었다. 요리쓰나는 바쿠후의 실질적인 수뇌부라고 할 수 있는 요리아이슈의 멤버가 되어, 도쿠소의 외척으로 유력한 고케닌이었던 아다치 야스모리를 멸망시키는(시모쓰키 소동) 등, 바쿠후 정치에 지대한 영향력을 미쳤다. 니치렌은 자신의 서장에서 요리쓰나를 가리켜 '천하의 도료'라고 쓰고 있다. 요리츠나는 쇼오 6년(1293년)의 싯켄 사다토키의 친위 쿠데타인 헤이젠몬의 난에 의해 주살되었지만, 도쿠소 당주이기도 한 사다토키가 쇼오 6년(1235년)의 가겐의 난 이후 정무를 거의 방기하게 된 것도 있어, 나이칸레이를 비롯한 미우치비토의 권세는 더욱 강해졌다.
호조 다카토키의 대에는 요리쓰나의 일족인 나가사키 엔키가 나이칸레이가 되어, 아들 다카스케와 함께 권세를 느꼈다.

가마쿠라 바쿠후 말기에는, 가레키 소동이라 불리는 사건의 결과로, 미우치비토 고다이인 무네시게(다카시게)의 누이동생을 어머니로 하는 다로 구니토키가 도쿠소 다카토키의 후계가 되어 급기야는 도쿠소 외척의 지위까지도 손에 넣고자 하였다. 태평기는 겐코의 난(1333년)에서 바쿠후군으로 실제로 군세를 지휘하던 '사무라이다이쇼'의 지위에 미우치비토 난조 다카나오와 나가사키 다카사다가 임명되었다고 하고 있다. 가마쿠라 바쿠후가 멸망하던 날 나가사키 부자를 비롯한 많은 미우치비토가 마지막 도쿠소 호조 다카토키를 따라 순사하였다.
가마쿠라 바쿠후 멸망 후, 미우치비토 중에는 겐무 정권에 저항하여 호조 씨의 부활을 도모하는 사람과 반대로 겐무 정권의 가마쿠라 쇼군후 등에 출사해 겐무 정권 아래서 막부 체제 재건을 도모하려는 자도 있었다. 미우치비토의 한 사람이었던 스와 요리시게가 호조 도키유키를 옹립하여 일으킨 나카센다이의 난에서는 결과적으로 옛 미우치비토끼리 분열하여 싸우게 되었다. 후자 가운데는 이오 씨 등과 같이 가마쿠라 쇼군후에서 아시카가 쇼군케를 섬기고 무로마치 바쿠후 · 가마쿠라후에서 활약하는 사람도 있었다.
그 뒤 구도 씨(이토 씨) · 아베 성 안도 씨(아키타 씨) · 스와 씨 일부는 무로마치 시대, 센고쿠 시대까지도 살아남아, 에도 시대의 근세 다이묘로서 존속하였고, 그대로 폐번치현을 거쳐서 메이지 유신을 맞이하게 되었다. 또 다이묘 집안이나 에도 바쿠후의 직신으로서 집안을 보전한 가계도 많이 볼 수 있다.

## 미우치비토를 배출한 씨족
일본의 사학자 호소카와 시게오는 가마쿠라 시대 후기에는 도쿠소히칸이 '특권적 지배층'과 그 이외로 나뉘어 있었다고 설명하고 있다. 호소카와는 도쿠소히칸을 '집사가'(요리아이슈케), '집사보좌가', 도쿠소케에서 공문소 사무 작업을 하는 하급 직원인 '부교닌층', 재지 세력이었던 '일반 도쿠소히칸'으로 분류하고 있다. 특권적인 지위를 가진 미우치비토란 '집사가' · '집사보좌가'가 해당된다. 집사가에는 다이라 씨(나가사키 씨), 오토 씨, 스와 씨가 해당하고, 집사보좌가에는 집사가의 서류와 구도 씨 · 안도 씨 등이 포함되어 있었다.

### 집사가
- 다이라 씨(나가사키 씨)
- 오토 씨
- 스와 씨

### 기타 미우치비토 씨족
- 구도 씨
- 도세이 안도 씨
- 헤이세이 안도 씨
- 난조 씨
- 슈쿠야 씨
- 세키 씨
- 가나쿠보 씨
- 기 씨
- 이이오 씨
- 미우라 씨
- 와다 씨
- 아다치 씨
- 구로누마 씨
- 고다이인 씨